# ساندويتش (ماساتشوستس)
ساندويتش هي بلدة تقع في مقاطعة بارنستيبل في ماساتشوستس في الولايات المتحدة الأمريكية. بلغ عدد سكانها حوالي 20675 نسمة حسب تعداد عام 2010 تقع قاعة المدينة إلى يمين طاحونة ديكستر غريست في المنطقة التاريخية من المدينة.
شعار المدينة هو "Post tot Naufracia Portus" ويعني (بعد العديد من حوادث تحطم السفن، ثمة ملاذ).

## المناخ
يظهر الجدول التالي التغييرات المناخية على مدار السنة لساندويتش:
| البيانات المناخية لـساندويتش      | البيانات المناخية لـساندويتش | البيانات المناخية لـساندويتش | البيانات المناخية لـساندويتش | البيانات المناخية لـساندويتش | البيانات المناخية لـساندويتش | البيانات المناخية لـساندويتش | البيانات المناخية لـساندويتش | البيانات المناخية لـساندويتش | البيانات المناخية لـساندويتش | البيانات المناخية لـساندويتش | البيانات المناخية لـساندويتش | البيانات المناخية لـساندويتش | البيانات المناخية لـساندويتش |
| الشهر                             | يناير                        | فبراير                       | مارس                         | أبريل                        | مايو                         | يونيو                        | يوليو                        | أغسطس                        | سبتمبر                       | أكتوبر                       | نوفمبر                       | ديسمبر                       | المعدل السنوي                |
| --------------------------------- | ---------------------------- | ---------------------------- | ---------------------------- | ---------------------------- | ---------------------------- | ---------------------------- | ---------------------------- | ---------------------------- | ---------------------------- | ---------------------------- | ---------------------------- | ---------------------------- | ---------------------------- |
| متوسط درجة الحرارة الكبرى °ف (°م) | 37.4 (3.0)                   | 39.2 (4.0)                   | 44.9 (7.2)                   | 53.8 (12.1)                  | 63.8 (17.7)                  | 72.9 (22.7)                  | 78.7 (25.9)                  | 77.9 (25.5)                  | 71.3 (21.8)                  | 61.4 (16.3)                  | 52.7 (11.5)                  | 42.9 (6.1)                   | 58.2 (14.6)                  |
| المتوسط اليومي °ف (°م)            | 29.3 (−1.5)                  | 31.2 (−0.4)                  | 37.0 (2.8)                   | 45.8 (7.7)                   | 55.4 (13.0)                  | 65.0 (18.3)                  | 71.0 (21.7)                  | 70.3 (21.3)                  | 63.4 (17.4)                  | 53.2 (11.8)                  | 44.6 (7.0)                   | 35.0 (1.7)                   | 50.2 (10.1)                  |
| متوسط درجة الحرارة الصغرى °ف (°م) | 21.3 (−5.9)                  | 23.1 (−4.9)                  | 29.0 (−1.7)                  | 37.7 (3.2)                   | 46.9 (8.3)                   | 57.0 (13.9)                  | 63.4 (17.4)                  | 62.7 (17.1)                  | 55.5 (13.1)                  | 45.0 (7.2)                   | 36.6 (2.6)                   | 27.1 (−2.7)                  | 42.2 (5.7)                   |
| الهطول إنش (مم)                   | 4.12 (105)                   | 3.51 (89)                    | 5.14 (131)                   | 4.45 (113)                   | 3.42 (87)                    | 3.84 (98)                    | 3.34 (85)                    | 3.92 (100)                   | 3.85 (98)                    | 4.23 (107)                   | 4.50 (114)                   | 4.53 (115)                   | 48.85 (1٬241)                |
| متوسط الرطوبة النسبية (%)         | 68.2                         | 67.2                         | 65.7                         | 66.3                         | 69.3                         | 73.4                         | 75.1                         | 75.3                         | 75.7                         | 72.8                         | 69.7                         | 69.4                         | 70.7                         |
| المصدر: PRISM Climate Group       |                              |                              |                              |                              |                              |                              |                              |                              |                              |                              |                              |                              |                              |

## أعلام
- جيك كيوف
- إد كونلي
- لوك كيوف
- ثورنتون بورغيس